# Domus Academy
Domus Academy es una escuela privada de diseño con sede en Milán, Italia. Ofrece cursos de grado y posgrado en moda, diseño industrial, gestión del diseño, diseño de negocios y experiencia de usuario, diseño de producto e interiorismo, innovación en diseño, y gestión de marcas de moda y lujo.
Historia
Domus Academy fue fundada en 1982 por la familia Mazzocchi, propietaria también de Editoriale Domus y editora de las revistas Domus y Quattroruote. Maria Grazia Mazzocchi fue presidenta de la escuelaGianfranco Ferré formó parte del personal entre 1983 y 1989 y Andrea Branzi fue director cultural durante los primeros diez años En 2009, la escuela fue adquirida por Laureate Education con sede en Baltimore, Maryland, por una suma estimada de diez millones de euros En 2018, Laureate Education vendió la institución al grupo francés Galileo Global Education.
La escuela surgió en el contexto cultural del Radical Design italiano, y se posicionó como un espacio de formación experimental. Figuras como Alessandro Mendini, Alessandro Guerriero, Ettore Sottsass y Pierre Restany moldearon su desarrollo inicial. Fue Restany quien propuso a Andrea Branzi, cofundador del colectivo Archizoom, como primer director de la academia.
También estuvo influenciada por Global Tools (1973–1975), una red efímera pero influyente de diseñadores y teóricos que buscaban replantear la educación en diseño. En las décadas de 1980 y 1990, Domus Academy desarrolló programas de máster en áreas como el diseño de moda, el diseño industrial y la comunicación, a menudo en colaboración con empresas e instituciones culturales.
Uno de los rasgos distintivos del modelo educativo de Domus Academy ha sido la integración entre enseñanza y práctica profesional. La institución ha promovido colaboraciones con diseñadores que operan tanto en contextos académicos como en la industria. A lo largo de los años, sus estudiantes han participado en proyectos con profesionales como Achille Castiglioni, Ezio Manzini, Gaetano Pesce, Giampaolo Fabris, Giorgetto Giugiaro, Hans Hollein, Isao Hosoe, Issey Miyake, Jerszy Seymour, Michele De Lucchi y Nanni Strada.
En 1994, la institución recibió el premio Compasso d'Oro, otorgado por la ADI – Associazione per il Disegno Industriale, en reconocimiento a su contribución en áreas emergentes como la relación entre tecnología y experiencia humana, la convergencia entre moda y diseño, los enfoques sociológicos del diseño y el desarrollo del design management y el service design, además de su aportación en docencia y publicaciones.
Domus Academy aplica un enfoque educativo basado en proyectos, caracterizado por la colaboración con empresas y un profesorado compuesto por académicos y profesionales internacionales. Su alumnado es altamente internacional.
En 2009, pasó a formar parte de la red de Laureate International Universities, y en 2018 fue adquirida por Galileo Global Education, grupo europeo de educación superior. Estos cambios ampliaron su dimensión internacional sin perder su vocación de entender el diseño como campo de investigación crítica y cultural.
Programas y acreditación
La oferta académica de Domus Academy incluye cursos de grado (180 créditos ECTS), cursos de máster de 1 año (60 o 90 créditos ECTS) y cursos de máster de 2 años (120 créditos ECTS), que permiten el acceso a programas de doctorado. Al completar con éxito uno de los cursos de máster de 1 año, los estudiantes pueden obtener el título de Máster Académico (60 créditos ECTS), reconocido en Europa y internacionalmente y acreditado por el Ministerio de Educación, Universidad e Investigación italiano (MIUR). El título de Máster Académico es otorgado por NABA – Nuova Accademia di Belle Arti, reconocida por el MIUR como institución autorizada a emitir títulos de Alta Formación Artística, Musical y Coreográfica. Alternativamente, se puede obtener el título de el título de Máster de Doble Titulación (90 créditos ECTS), que otorga un Máster Académico reconocido por el MIUR y, además, un Master of Arts reconocido oficialmente por el sistema británico (Privy Council) y expedido por Regent’s University London.
Campus
El campus está situado en el barrio de Navigli, en Milán. Cuenta con laboratorios de diseño y moda, biblioteca, espacios digitales de trabajo y zonas sociales.
Admisiones
Los cursos se imparten en inglés. Para acceder a los programas de grado, se requiere un diploma de bachillerato válido para acceder a la universidad. Para los programas de posgrado, se requiere una licenciatura o un título equivalente. Domus Academy ofrece varias convocatorias al año y se evalúa a los candidatos según su expediente académico, un portafolio de trabajos y su dominio del inglés.
Reconocimientos
Domus Academy recibió el Compasso d'Oro por su trayectoria y la calidad de sus programas de enseñanza, así como por su atención a temas avanzados relacionados con el desarrollo del diseño italiano. A lo largo de los años, la escuela ha sido reconocida en rankings internacionales, incluyendo los de Business Week, Frame Publishers, Domus Magazine

 y Azure Magazine. Recibió la Insignia Especial de Excelencia en Experiencia de Aprendizaje de The Business of Fashion. Forma parte del QS World University Rankings by Subject, el UI GreenMetric World University Rankings y el THE Impact Rankings.
Colaboraciones académicas
Domus Academy mantiene alianzas con instituciones internacionales como: Central Saint Martins (Reino Unido); Pratt Institute (EE. UU.); Royal College of Art (Reino Unido); RMIT University (Australia); Tsinghua University (China); College for Creative Studies (EE. UU.); Nottingham Trent University (Reino Unido); Strate School of Design (Francia); Institut Teknologi Bandung (Indonesia).
Asociaciones industriales
Domus Academy integra talleres de la industria en su currículo mediante colaboraciones con empresas como Ferrari, Google, Versace, IKEA, PepsiCo, Technogym, Nike, Moncler, Samsung y Condé Nast. La academia es miembro de la Asociación Cumulus, ADI – Associazione per il Disegno Industriale y Piattaforma Sistema Formativo Moda.
Antiguos alumnos
Los alumnos notables incluyen: Anna Dello Russo, Diego Dolcini, Joseph Forakis, Francisco Gomez Paz Neil Poulton Mario Trimarchi Philippe Bestenheider Defne Koz Marco Susani y Andrew GN.
Charlas y ponentes invitados
La academia organiza periódicamente conferencias y eventos con profesionales del diseño, el arte y la comunicación. Entre los ponentes que han participado se encuentran Refik Anadol, Yves Béhar, Michele De Lucchi, Tom Dixon, Alberta Ferretti, Formafantasma, Erik Kessel, Mauro Porcini y Vincent Van Duysen.